# Брезје (Мозирје)
Брезје (словен. Brezje) је насељено место у општини Мозирје, Савињска регија, Словенија.

## Историја
До територијалне реорганизације у Словенији биле су у саставу старе општине Мозирје.

## Становништво
У попису становништва из 2011. године, Брезје су имале 257 становника.
| Број становника према пописима | Број становника према пописима | Број становника према пописима |
| ------------------------------ | ------------------------------ | ------------------------------ |
| 1991                           | 2002                           | 2011                           |
| 238                            | 230                            | 257                            |

Напомена: Године 1955. повећано за насеље Пречна, које је укинуто. Године 1988. умањено за део насеља који је припојен насељу Мозирје.